# فوری‌کاکه

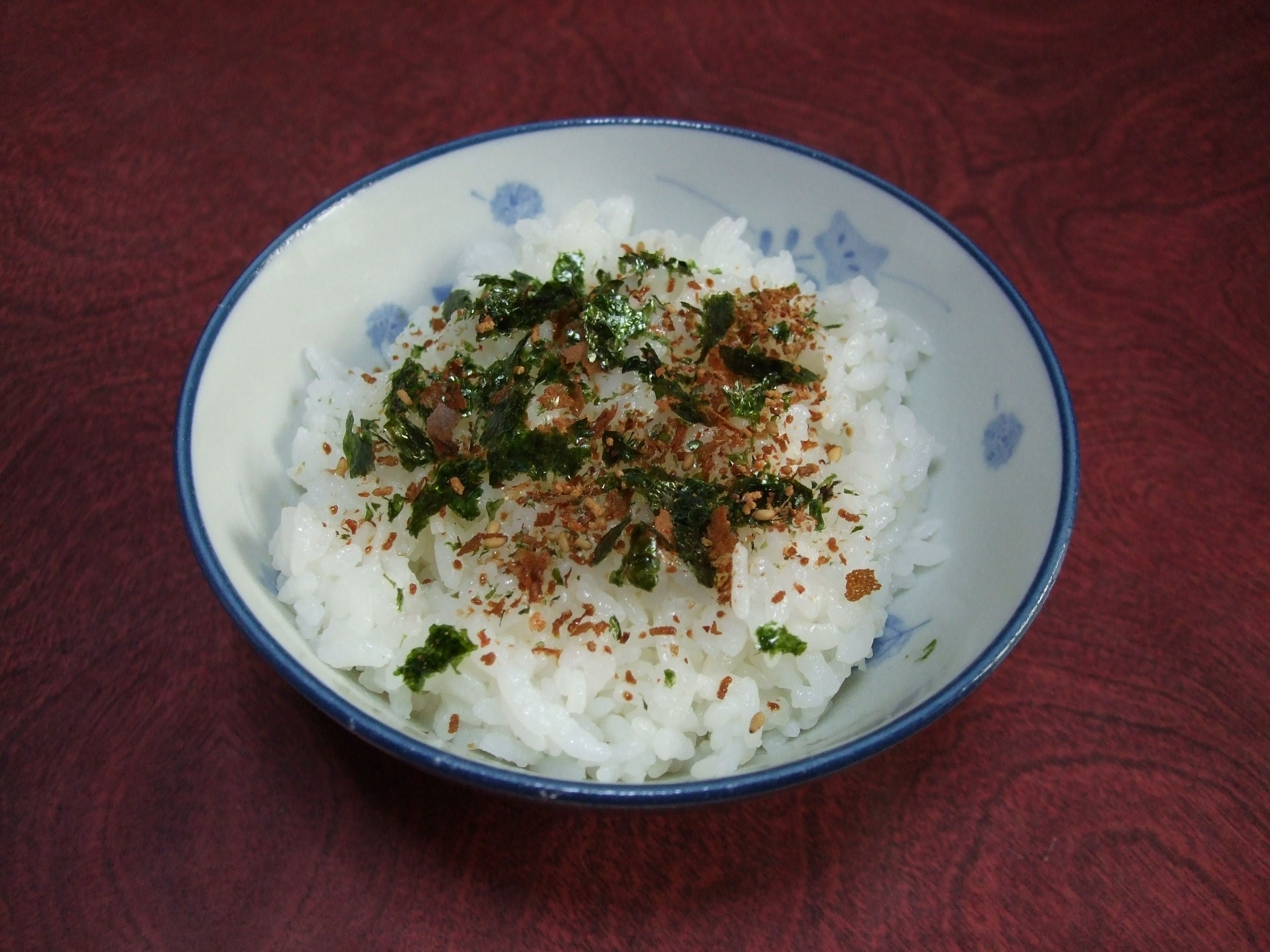
فوری‌کاکه.

فوری‌کاکه (به ژاپنی: ふりかけ) یک نوع چاشنی و ماده‌غذایی در آشپزی ژاپنی است. فوری‌کاکه عموماً بر روی برنج ژاپنی ریخته می‌شود. انواع مختلف آمادهٔ فوری‌کاکه در بازار موجوداست. کنجد شور و آلوی خشک و خرد شده در انواع فوری‌کاکه زیاد بکار می‌رود.
فوری‌کاکه معمولاً روی برنج پخته‌شده، سبزیجات یا ماهی پاشیده می‌شود.  این چاشنی از ترکیبی از ماهی خشک‌شده و آسیاب‌شده، دانه‌های کنجد، جلبک دریایی خردشده، شکر، نمک و گاهی گلوتامات مونو سدیم (MSG) تشکیل شده است.  در برخی انواع آن، مواد دیگری مانند کاتسووبوشی (پودر ماهی هوور مسقطی)، تخم‌مرغ خشک‌شده، پودر میسو، سبزیجات خشک‌شده یا شیسو (نوعی گیاه معطر) نیز افزوده می‌شود. 
فوریکاکه اغلب رنگارنگ و به‌صورت پولکی است و طعمی شور، شیرین یا گاهی تند دارد.  این چاشنی علاوه بر استفاده روی برنج، در تهیه اونیگیری (توپک‌های برنجی) و برخی غذاهای دیگر ژاپنی نیز به کار می‌رود. 
تاریخچه فوریکاکه به اوایل قرن بیستم بازمی‌گردد، زمانی که یک داروساز ژاپنی به نام سوئه‌کیکی یوشیمارو برای مقابله با کمبود کلسیم در رژیم غذایی مردم، ترکیبی از استخوان ماهی آسیاب‌شده، کنجد و جلبک دریایی تهیه کرد و آن را "دوست برنج" (ご飯の友) نامید.  این محصول بعدها به‌صورت تجاری تولید و به‌عنوان فوریکاکه شناخته شد. 